# Dichelus peringueyi
Dichelus peringueyi är en skalbaggsart som beskrevs av Schein 1958. Dichelus peringueyi ingår i släktet Dichelus och familjen Melolonthidae. Inga underarter finns listade i Catalogue of Life.